# 5 000 mètres masculin aux championnats du monde d'athlétisme 1987
Navigation
Helsinki 1983 Tokyo 1991
L'épreuve du 5 000 mètres masculin des championnats du monde d'athlétisme 1987 s'est déroulée les 4 et 6 septembre 1987 dans le Stade olympique de Rome, en Italie. Elle est remportée par le Marocain Saïd Aouita.

## Résultats

### Finale
| Rang               | Athlète          | Pays        | Temps          |
| ------------------ | ---------------- | ----------- | -------------- |
| Médaille d'or      | Saïd Aouita      | Maroc       | 13 min 26 s 44 |
| Médaille d'argent  | Domingos Castro  | Portugal    | 13 min 27 s 59 |
| Médaille de bronze | Jack Buckner     | Royaume-Uni | 13 min 27 s 74 |
| 4                  | Pierre Délèze    | Suisse      | 13 min 28 s 06 |
| 5                  | Vincent Rousseau | Belgique    | 13 min 28 s 56 |
| 6                  | Evgeni Ignatov   | Bulgarie    | 13 min 29 s 68 |
| 7                  | Tim Hutchings    | Royaume-Uni | 13 min 30 s 01 |
| 8                  | Dionísio Castro  | Portugal    | 13 min 30 s 94 |
| 9                  | Frank O'Mara     | Irlande     | 13 min 32 s 04 |
| 10                 | Steve Ovett      | Royaume-Uni | 13 min 33 s 49 |
| 11                 | Sydney Maree     | États-Unis  | 13 min 33 s 78 |
| 12                 | John Ngugi       | Kenya       | 13 min 34 s 04 |
| 13                 | John Treacy      | Irlande     | 13 min 41 s 03 |
| 14                 | Abel Antón       | Espagne     | 13 min 43 s 58 |
| 15                 | Carey Nelson     | Canada      | 13 min 43 s 81 |

## Légende
Records et Performances
- AR : Record continental (area record)
- CR : Record des championnats (championship record)
- MR : Record du meeting (meet record)
- NR : Record national (national record)
- OR : Record olympique (olympic record)
- PR : Record paralympique (paralympic record)
- PB : Record personnel (personal best)
- SB : Meilleure performance personnelle de la saison (season's best)
- WL : Meilleure performance mondiale de l'année (world leader)
- WJR : Record du monde junior (world junior record)
- WR : Record du monde (world record)

Circonstances et Conditions
- DNF : N'a pas terminé (did not finish)
- DNS : N'a pas pris le départ (did not start)
- DQ : Disqualification (disqualification)
- NM : Aucun essai valable enregistré (No Mark)
- Q : Qualifié « directement » au prochain tour (ou à la prochaine compétition), lors d'une compétition majeure, grâce au classement ou à la réalisation des minima (automatic qualifier)
- q : Qualifié au prochain tour (ou à la prochaine compétition), lors d'une compétition majeure, grâce au repêchage ou à la réalisation de l'une des meilleures performances parmi celles des « non qualifiés directement » (grâce au meilleur temps ou à la meilleure distance par exemple) (secondary qualifier)